# Petrus Jacobus Franciscus Vermeulen
Petrus Jacobus Franciscus Vermeulen (Delft, 11 januari 1846 - Rijswijk, 9 oktober 1913) was een Nederlands politicus.

## Loopbaan
Vermeulen volgde het gymnasium te Delft en verbleef twee jaar op het seminarium te Hageveld. Hij schreef zich in 1866 in als student bij de medische faculteit aan de Universiteit Leiden en onderscheidde zich al spoedig door zijn ernstige studiezin, door zijn ernstige plichtsbetrachting en zijn vastheid van overtuiging en principes; zijn buitengewone aanleg en zijn voorliefde voor de literair-filosofische studies, die zijn leermeesters niet ontgingen, brachten hem ertoe, mede op advies van een van zijn professoren, zijn eigen wetenschappelijke neigingen te volgen. Vermeulen begaf zich naar Heidelberg, van waar hij in 1870 terugkeerde naar Leiden. Na in 1871 de graad van doctor in de wis- en natuurkunde verworven te hebben, werd hij benoemd tot leraar aan de Hogere Burger School te Goes en in 1872 aan de bijzondere HBS te Rolduc.
Door zijn lezingen en zijn geschriften over belangrijke staatkundige vraagstukken van die dagen, alsook over natuurkundige en wijsgerige onderwerpen en over de geschiedenis van het onderwijs in de middeleeuwen en latere tijden, die van veelomvattende kennis getuigden, kwam hij in het politieke leven en werd hij in 1880 tot lid van de Tweede Kamer voor het toenmalige dubbel district Eindhoven gekozen. Kort daarna zocht het bekende dagblad De Tijd zijn medewerking, zodat hij eerst tot adjunct-directeur en in 1884 tot directeur werd benoemd. In verband met deze nieuwe functie, die hij lang met grote toewijding en nauwgezetheid uitoefende, verplaatste hij zijn domicilie naar Amsterdam.
In het parlement werden zijn redevoeringen steeds met aandacht gevolgd, wegens de weloverdachte, keurig gestileerde zinnen en de kalmte en overtuiging waarmee ze uitgesproken werden. Vanwege zijn actief, nuttig aandeel in de commissie van voorbereiding tot de wettige regeling van het onderwijs tijdens het Ministerie Mackay verwierf hij het ridderschap in de Orde van de Nederlandse Leeuw.
Bij de behandeling van tal van andere belangrijke onderwerpen werd in de Tweede Kamer op het heldere advies van Dr. Vermeulen prijs gesteld. In 1901 stelde hij, wegens de inspannende, veel tijd vorderende arbeid, die hij op letterkundig- filosofisch en speciaal op journalistiek gebied, aan het inmiddels uitgebreide dagblad de Tijd te presenteren had, zijn mandaat weer ter beschikking van zijn kiezers. Spoedig daarna werd hij tot lid van de Provinciale Staten in Noord-Holland gekozen en sinds 1904 had hij een zetel in de Eerste Kamer. Behalve het voornaamste Nederlandse ridderkruis sierden de Orde van de Heilige Gregorius en het ridderkruis van de Turkse Madjidí zijn borst. Hij maakte tevens deel uit van het afdelingsbestuur van de nationale vereniging Onze Vloot.
- Biografisch Portaal: 84461127
- Gemeinsame Normdatei: 174013051
- International Standard Name Identifier: 0000 0003 9295 2246
- Nederlandse Thesaurus van Auteursnamen: 074678213
- Parlement.com: vg09llbysgzt
- Virtual International Authority File: 287114519
- WorldCat: E39PBJkHt7WBYpfKcwBP7xYQMP